# Plaza de las Galeras

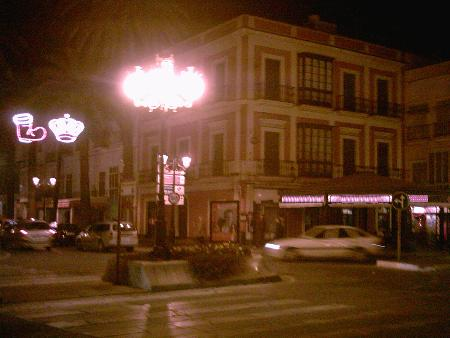
Vista nocturna

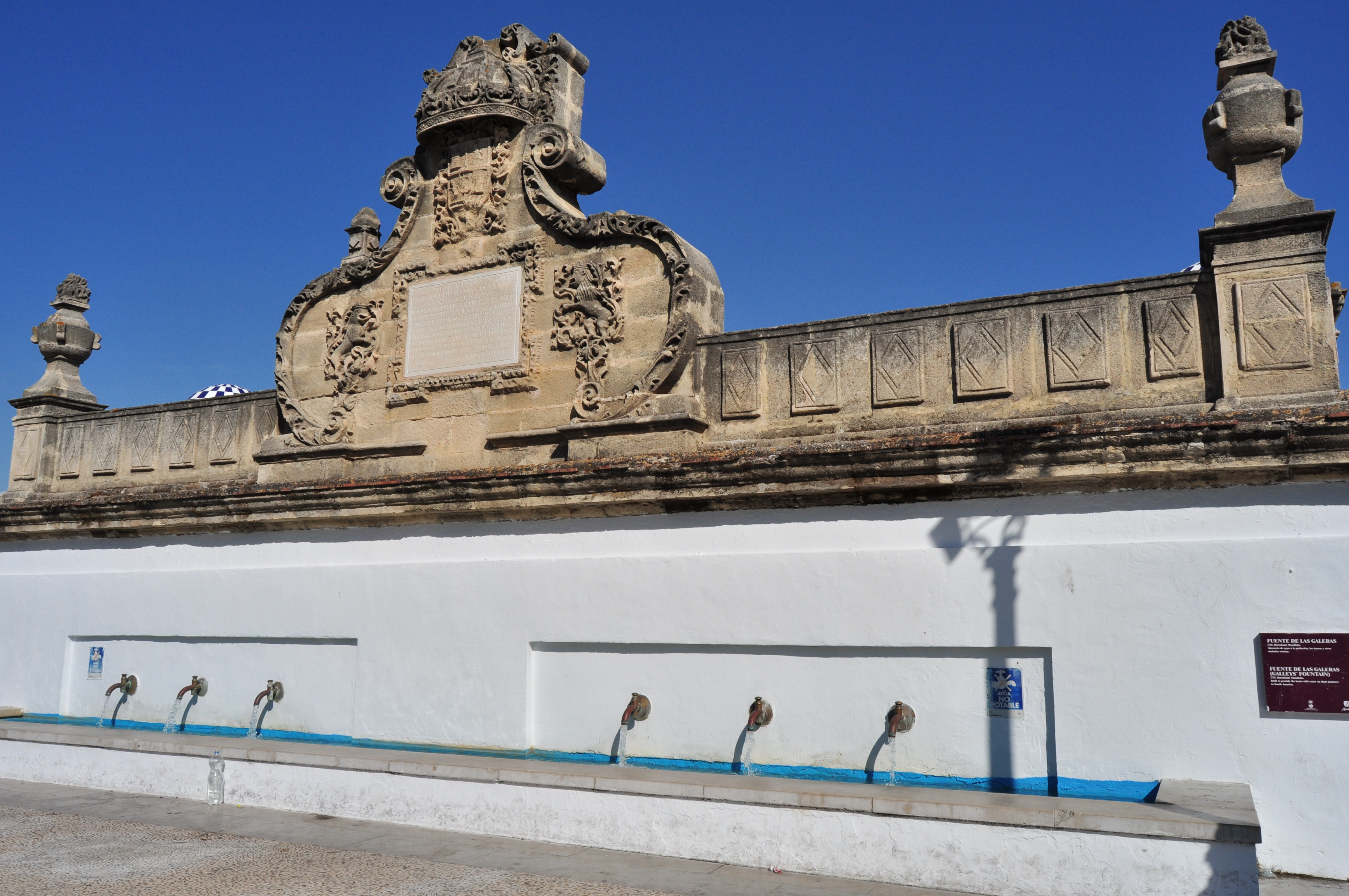
Fuente de las Galeras

La plaza de las Galeras es una plaza de El Puerto de Santa María, que hace alusión al pasado de esta ciudad andaluza como puerto donde invernaban las Galeras Reales y sede de la Capitanía General del Mar Océano durante los siglos XVI y XVII.
Debe su nombre a la existencia de un oratorio para las gentes de galeras (los condenados a remar en las galeras como castigo a sus delitos) que existía en sus inmediaciones y que se desmontó en el siglo XVIII. Lugar donde antaño se celebraban corridas de toros, hoy en día esta plaza sirve de entrada al Parque Calderón y en su frente hacia el río Guadalete se ubica uno de los monumentos más conocidos de la ciudad, la fuente de las Galeras, construida bajo el reinado de Felipe V. Junto a esta fuente se halla el pequeño muelle de San Ignacio, punto de atraque del Vaporcito de El Puerto. Es por tanto uno de los centros vitales para el turismo en la ciudad.